# 拉尔·特拉·穆阿纳
拉尔·特拉·穆阿纳（英語：Lal Thla Muana，1955年3月1日—），简称拉爾·T·穆阿纳（Lal T. Muana）、L·T·穆阿纳（L. T. Muana），印度外交官，曾任印度驻越南大使等职务。

## 经历
拉尔·特拉·穆阿纳生於1955年3月1日。1977年加入印度外事服务。
1998年9月至2001年12月，任印度驻苏丹大使。2002年2月至2005年12月，任印度驻博茨瓦纳高级专员。2006年2月至2006年12月，任印度驻胡志明市总领事。2006年12月至2010年6月，任印度驻越南大使。后担任印度外交部辅秘。2012年7月12日至2015年2月28日，任印度驻克罗地亚大使。

## 个人生活
已婚，育有一子一女。